# Аль-Катаи

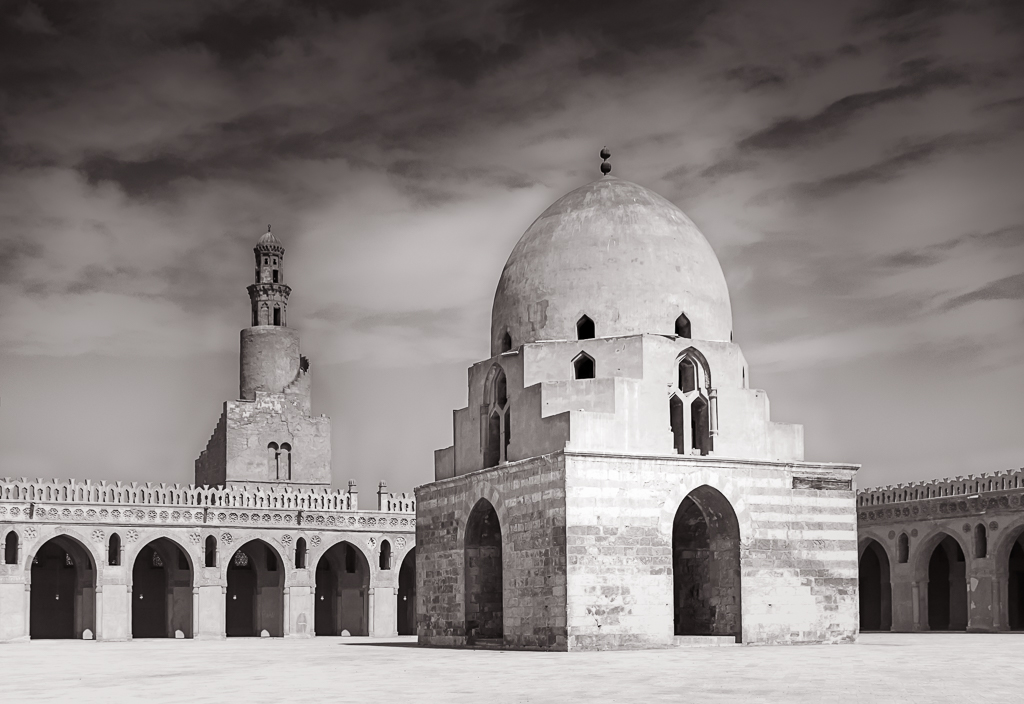
Мечеть Ибн Тулуна

 Аль-Катаи́ (араб. القطائـع‎) — столица Египта времён правления династии Тулунидов, построена Ахмедом ибн Тулуном в 869—879 годах и вошла в черту нынешнего города Каира в конце 900-х годов. Сам Аль-Катаи был заложен в стиле великих городов Персии и Византии. В нём были сооружены большая городская площадь, ипподром, дворец правителя. Аль-Катаи был расположен к северо-востоку от старой столицы Аль-Аскар, которая, в свою очередь, примыкает к Фустату. Все три населённых пункта были позднее включены в город Аль-Кахира (Каир), основанный Фатимидами в 969 году. В начале X века город был разрушен, а единственной сохранившейся постройкой была мечеть Ибн-Тулуна.

## История

### Основание
15 сентября 868 года Ахмед ибн-Тулун прибыл в Фустат. Армия, прибывшая в Египет с Ибн-Тулуном, была слишком большой, чтобы её можно было разместить в Аль-Аскаре. Поэтому на месте арабского укреплённого лагеря на холме, называемом Джабал Яшкур («Холм Благодарения»), к северо-востоку от существующих поселений был основан город Аль-Катаи, ставший впоследствии резиденцией правителей. По преданию было сказано, что именно в этом месте Ной вышел на землю из ковчега после потопа.
Город Аль-Катаи по своему устройству походил на город Самарру в Ираке, где ибн-Тулун проходил военную подготовку. Как и Самарра Аль-Катаи был поделён на кварталы, каждый из них предназначался для определённой социальной касты или этнической группы. В Аль-Катаи были кварталы офицеров, чиновников, конников, греков, охранников, полицейских, погонщиков верблюдов и рабов. Новый город не был предназначен для замены столицы, Фустат и дальше оставался процветающим центром, а Аль-Катаи стал правительственным кварталом, пристроенным к старой столице для её расширения. Многие из чиновников по-прежнему проживали в Фустате.

### Расцвет
Центром Аль-Катаи была большая соборная мечеть Ибн Тулуна (араб. مسجد أحمد بن طولون‎), построенная в период 876—879 годов и являющаяся до сих пор одной из основных достопримечательностей Каира. Историк аль-Макризи датирует начало строительства мечети 876 годом, а на сохранившейся с тех времён плите в мечети приведена дата завершения — 265 год хиджры или 879 год н. э. Великая церемониальная мечеть должна была стать центральным пунктом столицы. Мечеть первоначально соседствовала с дворцом Ибн-Тулуна, а дверь, смежная с минбаром, позволяла ему входить прямо в мечеть. Мечеть ибн-Тулуна до сих пор самая большая мечеть в Каире. Также мечеть известна стрельчатыми арками, появившимися в европейской архитектуре лишь через два столетия.
Возле Дворца правителя были сооружены большая городская площадь и парк, за ними простёрлись сады и ипподром. По всему Египту при Ахмеде развернулось интенсивное строительство, рылись каналы и ремонтировались ниломеры, началось строительство водопровода для водоснабжения построенной и основанной в 873 году первой государственной больницы. В ней была мужская и женская баня, и предназначена она была исключительно для бедных слоев населения. При поступлении в больницу одежда и деньги сдавались на хранение управителю, а при выписке из больницы пациент получал в качестве последнего рациона одну курицу и один хлеб. Ибн-Тулун отпускал на нужды этого госпиталя 60 тыс. динаров и посещал его каждую пятницу. Больница включала также отделение для умалишённых.
Ибн-Тулун обеспечил значительный доход для столицы через различные военные кампании, многие налоги были отменены в период его правления.
После смерти Ибн-Тулуна в 884 году его сын Абу аль-Джейш Хумаравейх ибн Ахмед ибн Тулун (864—896) сосредоточил своё внимание на расширении и без того пышного дворца. Он также построил несколько оросительных каналов и канализацию в Аль-Катаи.

### Падение
В мае 904 года халиф Аль-Муктафи двинул в Египет армию под командованием Мухаммеда ибн Сулеймана аль-Катиба, который разгромил 11 января 905 года потомка Ибн-Тулана, правителя Египта Шейбана ибн-Ахмеда. Египет оккупировали Аббасиды, Катаи разрушили почти до основания, из зданий остались только мечети. Администрация была переведена обратно в Аль-Аскар. После основания Каира в 969 году Фустат, аль-Аскар и аль-Кахира слились в один мегаполис, а руины столицы Тулунидов, включая мечеть Ибн-Тулун, влились в городской пейзаж новой столицы и теперь это называется Старым Каиром.